# 묘봉층
묘봉층(Cambrian Myobong Formation, 猫峯層), 또는 묘봉 슬레이트층(Myobong slate formation, 猫峯 黏板巖層)은 대한민국 태백산분지에 분포하는 고생대 캄브리아기 조선 누층군 태백층군의 지층이다. 묘봉층은 봉화군 석포면 석포리에 소재한 묘봉(猫峯)에서 이름이 유래되었으며 장산 규암층을 덮고 백운산 향사대 북부와 같이 직하부의 장산 규암층이 없는 경우에는 선캄브리아기의 율리층군(태백산층군) 또는 화강암을 묘봉층이 부정합으로 직접 덮는다. 주요 구성 암석은 암회색 내지 암록색 셰일 또는 점판암이며, 일부 구간에서 박층의 사암층이 협재된다.

## 연구 역사
한갑수(1969)는 연화광산 지역에 분포하는 묘봉층을, 묘봉층 내에 협재되는 연속성이 양호한 석회암층을 기준으로 3개 지층으로 구분하였다. 하부 150~200 m 구간의 M1층은 주로 암회색~회녹색을 띠는 사질 및 석회질 점판암으로 구성되며 M2층 직하 5~6 m 되는 곳에 두께 1 m 정도의 석회암층을 협재한다. M2층은 두께 4~10 m의 회백색 석회암으로 구성된다. M3층은 M1층과 같이 주로 점판암으로 구성되나 사질 점판암을 포함하지 않으며 풍촌 석회암층과의 경계 직하 15 m 구간은 슬레이트와 석회암층이 호층을 형성한다.
그러나 이후 정창희(1969)는 묘봉층을 하부의 M1층에 국한시키고 M2층과 M3층을 대기층 하부에 포함시켰다. 삼척탄전 지역에서 정창희(1969)가 보고한 바에 따르면 묘봉층은 장산 규암층을 정합적으로 덮으며 주로 암회색~녹색의 점판암으로 구성되고 실트스톤과 사암이 협재된다. 암석의 화학 성분을 분석한 결과 이산화 규소 66~70%, 산화 알루미늄 8~20%, 탄산 칼슘 1~3%, 탄산마그네슘 10~11%, 산화 철(II) 11%를 포함한다. 묘봉층 상한은 논란의 여지가 있는데 묘봉층 위에 교호대(alternation zone)가 놓여 있기 때문이다. 정창희는 교호대 기저부에 놓이는 석회암의 바닥을 묘봉층의 상한으로 정했다.
이하영 등(1992)은 영월-정선 백운산 향사대 지역에 분포하는 묘봉층과 대기층에서 캄브리아기 미화석들을 보고하였다. 묘봉층에서는 Allathesa nanjiangensis, Hyolithellus tenius, Hyolithellus sp., Allonnia erromenosa, Archiasterella quadratina, Ganloudina platybasala, Nanjiangofolliculus circocodonus, Microdictyon, Phyllochites involutus 등이 산출된다. 이들 화석은 초기-중기 캄브리아기를 지시한다.
이용일 외(2016)는 태백산분지 하부의 장산층과 면산층은 선캄브리아기 기저 암석에서 유래한 시생누대와 고원생대 연령의 저어콘을 가지나 이와 대조적으로 석개재 부근에 분포하는 묘봉층에는 동 시대의 성분이 별로 없고 고생대 초와 신원생대의 성분이 뚜렷하고 이와 함께 중원생대의 저어콘 연령이 포함된다고 보고하였다. 이용일 외(2016)는 묘봉층의 퇴적물이 하부의 지층보다 더 젊은 네오디뮴 모델 연령을 갖는 것과 관련하여 퇴적물 근원지에 상당한 변화가 있었음을 보고하였고, 결론적으로 곤드와나 동부의 조산대로부터 유래한 것으로 주장하였다.

## 묘봉층 생층서대
생층서대(Biozone, 生層序帶)는 특정한 화석의 산출에 의해 구분되는 구간을 말한다. 고바야시(Kobayashi, 1966)는 묘봉층에서 산출되는 삼엽충과 완족동물에 근거하여 하부로부터 Redlichia, Elrathia, Mapania, Bailiella 4개 생층서대를 설정하였다. Redlichia 대는 삼척-태백 지역에서 가장 오래된 생층서대로 북중국 강괴와 오스트레일리아의 캄브리아기 제2세(Series 2)의 제4절(Stage 4)에, 그 상위의 생층서대들은 미아오링지안세(Miaolingian)의 울리우안절(Wuliuan)에 해당한다.
Redlichia 생층서대는 조선 누층군 태백층군에서 설정된 생층서대 중 최하부의 것으로, 동점 지역에 분포하는 묘봉층에서 유일한 삼엽충 화석 Redlichia saitoi가 보고되었다. 추가로 Obolella aff. asiatica 그리고 Salterella (?) orientalis이 같은 지역에서 발견되었다. Elrathia 생층서대는 삼엽충 화석 Elrathia taikiensis 그리고 완족류 화석 Nisusia cooperi으로 구성된다. Mapania 생층서대는 동점 지역의 Mapania beihoensis에 기반해 설정되었다. Bailiella 생층서대는 Bailiella angusta 화석의 산출로 설정되었다. 이는 원래 대기층의 최하부에서 나타났으나 이후 묘봉층 최상부로 넣어졌다.

## 지역별 암상
태백산지구 지하자원 조사보고서(1962)에 의하면 묘봉층은 암회색, 녹흑색 등의 어두운 색 셰일로 구성되며 얇은 석회암층이 상부에 협재된다. 본 층은 대체로 장산 규암층을 정합으로 덮으나 삼척시 하장면 갈전리 등의 지역에서는 선캄브리아기 편마암류(태백산통)을 직접 부정합으로 덮는다. 상위의 풍촌 석회암층과 점이적인 관계에 있으며 지층의 두께는 100~400 m이다.

### 정선군

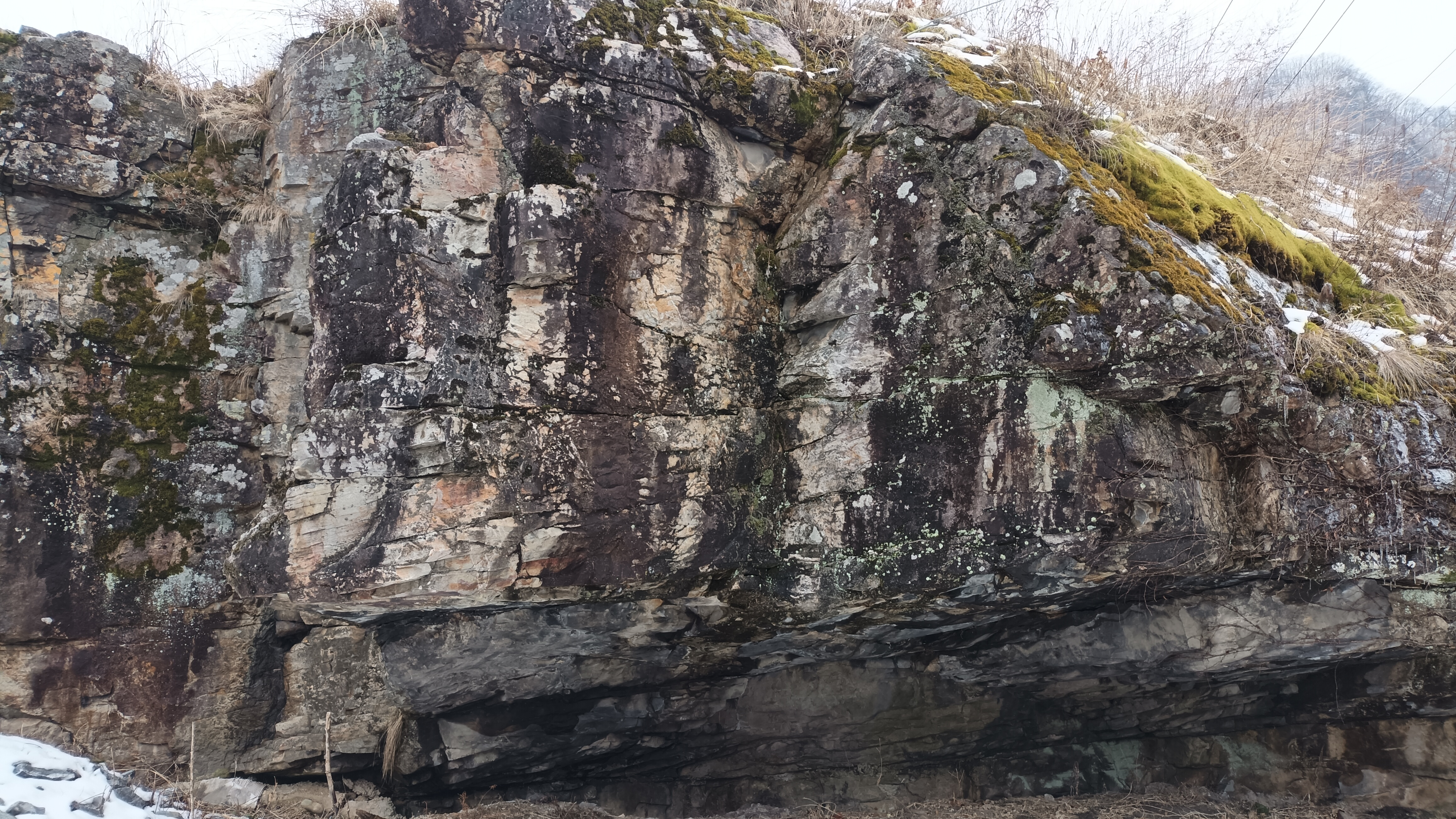
정선군 남면 무릉리 문은단로 8 부근의 묘봉층

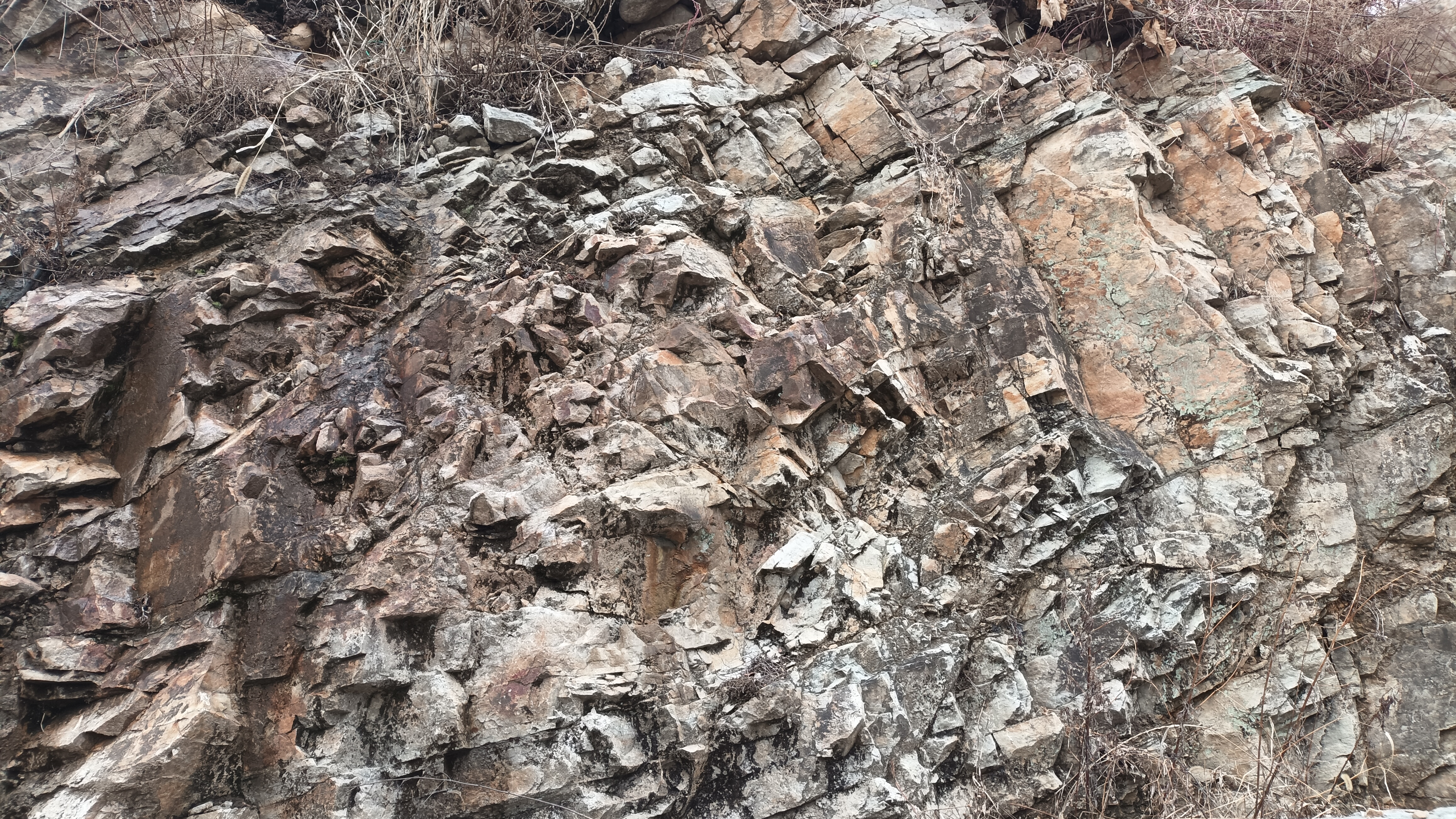
정선군 남면 무릉리 문은단로 8 부근의 묘봉층

정선군 화암면의 중남부에서는 충상 단층에 의해 장산층과 접하고 있다. 이 지역에서는 북북동 방향의 주향 이동 단층에 의해 장산층과 단층 접촉하고 있는 것으로 추정되나, 충적층으로 덮혀 있어 확인이 어렵다. 또한 본 층은 남-북 방향의 주향 이동 단층에 의해 단절되어 있으며, 임계 동-서 방향의 충상단층에 의해 묘봉층이 하부 석회암대 상위에 놓여 있어 묘봉층이 일부 결여되어 나타난다. 본 층은 최하부 녹회색 사질이암 및 점판암으로 구성되어 있으며, 주로 엽리가 발달 된 이암 및 사암,녹회색-암녹색 사질 점판암(slate)으로 구성되어 있다. 본 층에는 담회색 결정질 석회암 및 렌즈상의 석회암층이 협재하기도 한다. 본 층의 주향은 구조 운동의 영향으로 인해 지역에 따라 불규칙하게 나타나지만 화암면에서는 대체적으로 북북서와 북북동 방향이 우세하며, 경사는 10∼20°내외로 거의 수평층에 가깝게 나타나며, 지층의 두께는 약 110 m이다. 묘봉층은 중-조립질로 구성된 장산층보다는 다소 깊은 환경에서 퇴적이 이루어졌으며, 현미경 관찰 결과 석영, 백운모, 흑운모로 구성된 점판암이다.
정선군 남면에서는 장산 규암층 상위에 정합으로 놓이고 남면 문곡리 북동부와 유평리 지역에 분포한다. 이 지층은 주로 녹회색-암녹색 점판암, 녹색 사질 점판암, 담회색 석회암 등으로 구성되어 있는데 하부는 녹색-녹회색 점판암이, 상부는 암녹색 사질 점판암이 우세하다. 지층의 하부는 거의 천매암 내지 편암화되어 있으며, 상부에는 담회색 석회암이 렌즈상으로 2~3매 협재되어 있다.

### 평창군
평창 지질도폭(1979)에 의하면 장산 규암층과 같은 분포지를 가지며 승두봉 지역을 제외하고 장산 규암층 분포지역 바로 동쪽에 분포한다. 본 층은 셰일에서 변성된 암석으로서 주로 녹니석 편암으로 구성되고 천매암이 약간 협재된다. 지층의 주향은 일반적으로 북동 10°이나 경사는 동쪽 내지 서쪽으로 변화가 심하다.

### 삼척탄전 (삼척시,태백시)

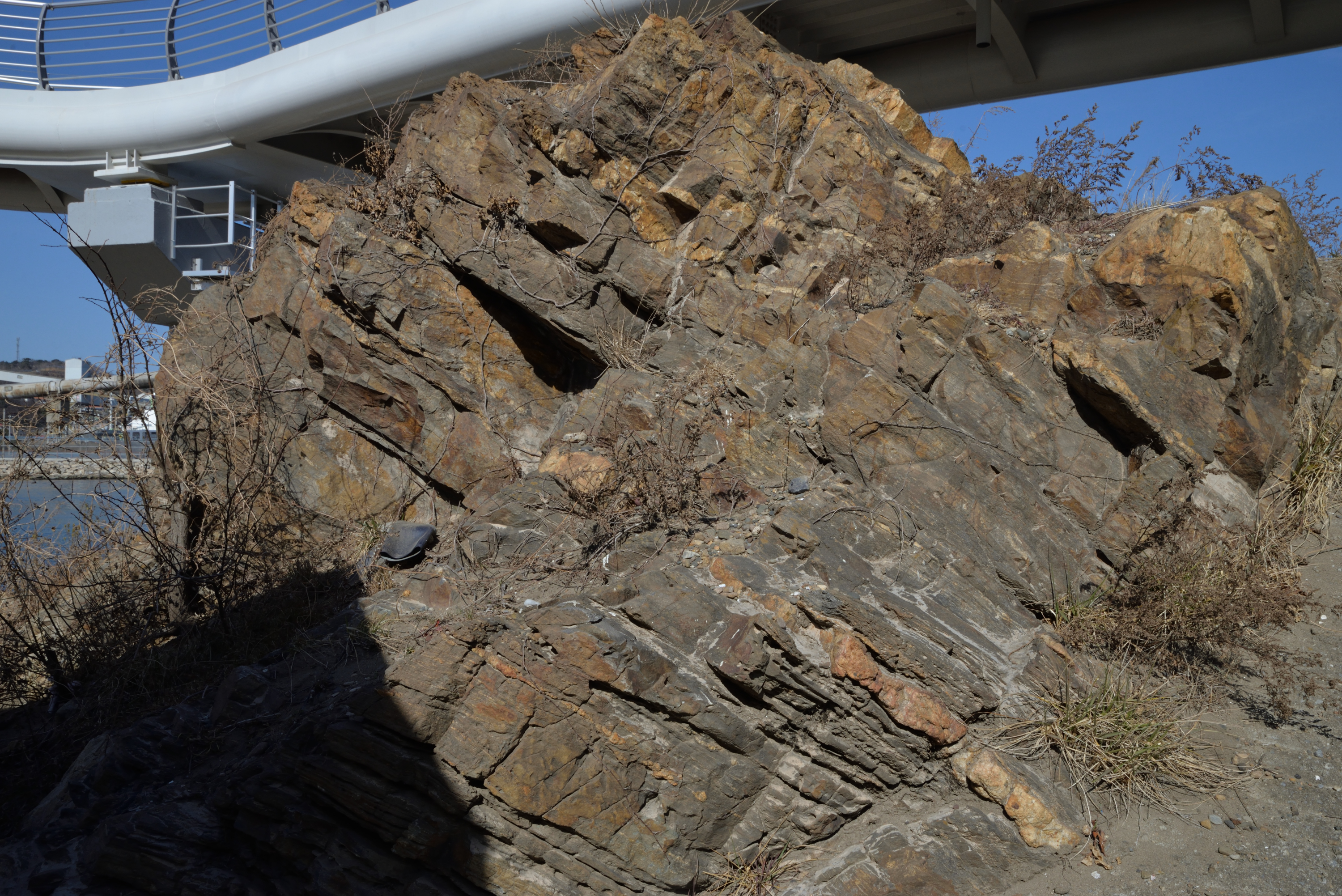
삼척시 오분동 오분1길 114 지역의 묘봉층

삼척-고사리 지질도폭(1994)에 의하면 본 지층은 장산 규암층 상위에 정합적으로 분포하며 신기면과 노곡면 하월산리 일대에 장산 규암층과 함께 대상(帶狀)으로 분포한다. 주요 구성암인 셰일은 약간의 변성을 받아 점판암으로 나타나기도 한다. 본 층의 하부는 흑색 또는 암회색의 셰일 또는 점판암이 우세하고, 중부에는 얇은 층의 규암과 석회암층을 협재한다. 이 석회암층은 연속성이 없으며 상부로 갈수록 많아지고 판상(板狀) 협재를 이루며 상부의 풍촌 석회암층으로 점이(漸移)된다. 본 층의 두께는 50 내지 150 m로서 지역적인 변화가 매우 심하다. 대체로 동쪽으로 갈수록 두께가 증대되는데, 노곡면 하월산리-삿갓봉-하군천리 일대에서 매우 넓은 분포를 보이나 이는 지층의 경사와 산사면의 경사가 거의 일치하는데 기인한 것이다. 고바야시(1966)가 기재한 화석들(Redlichia saitoi, Obolella aff, asiatica, Elrathia taihakuensis, Nisusia cooperi, Mapamia cooperi, Bailiella angusta 등)에 의하면 본 지층의 퇴적환경이 천해성(淺海性; 얕은 바다)임을 지시한다.
장성 지질도폭(1967)에 의하면 봉화군 석포면 석포리 소재 묘봉 남측의 급사면에서 삼척시 가곡면 풍곡리까지 양호한 노출을 보이며 동북동~북동의 주향과 북서 25~30°의 경사를 보인다. 그리고 풍곡리의 덕풍계곡에서 북서 방향의 단층으로 남동쪽으로 변위되어 동북동으로 연장되다가 홍제사 화강암 내로 첨멸된다. 본 지층의 주요 구성 암석은 회녹색, 암회색, 흑회색 등을 띤 점판암이고 층리의 발달이 양호하며 일부에서는 광화(鑛化)작용을 받아 녹색 또는 적갈색으로 변해 있다. 광화 작용은 화강암 또는 반암(斑巖)류의 관입을 받는 곳에서 볼 수 있으며 덕풍계곡 용소골 어귀에서는 녹렴석화와 더불어 섬아연석의 광화를 받은 것이 노출되어 있으며 여기서 약 2 km 동측 사면에는 과거에 가행한 실적이 있는 광산을 형성하고 있다.
강원특별자치도 태백시 동점 지역에는 남-북 주향의 2개 조의 주향 이동 단층이 분포하는데 이 단층의 영향으로 풍촌 석회암층과 단층으로 접촉한다. 이 지역에서 관찰된 바에 의하면 묘봉층 최하부에 암갈~갈색의 사질 점판암이 우세하며, 엽층리를 보인다. 최상부의 점판암에는 석회암이 부분적으로 협재된다. 대부분 사질 점판암과 이암의 호층대로 구성되어있고 본 층의 두께는 130 m이다. 묘봉층은 변성된 사암인 하부의 장산층과 함께 조선 누층군에서는 비교적 적게 탄산염암을 포함하는 쇄설성 퇴적층으로서, 전체 조선누층군의 퇴적환경을 규명하는데 매우 중요한 지층이다. 묘봉층은 쇄설성 퇴적환경에서 생화학적인 환경인 탄산염암 퇴적환경으로 전이하는 환경에서 퇴적된 것으로 추정된다. 현미경 관찰 결과 묘봉층에서 나오는 점판암은 미립-세립질이 우세하며, 석영과 백운모로 구성되어 있고, 엽층리가 비교적 잘 관찰된다.주 구성 광물 이외에도 녹니석, 장석, 흑운모, 갈철석 등이 미량 수반되어 있다.
삼척시 가곡면과 태백시 철암동에 위치한 가곡광산은 묘봉층 및 풍촌층 내의 석회암과 화강반암의 접촉부, 단층 및 층리의 규제를 받아 배태된 접촉 교대 광산으로 스카른(skarn) 내에 층상(層狀) 및 불규칙한 괴상(塊狀)의 형체로 형성되었다. 조선 누층군 중 광상과 관련이 있는 묘봉층과 풍촌 석회암층은 석회암으로 구성되며 충상단층에 의해 3회 이상 반복하여 분포한다. 광체의 발달 상태는 묘봉층에서 폭이 2~25 m와 연장이 30~200 m이다. 이 광산은 1977년 부터 1987년까지 아연, 연 및 구리 등을 생산하였으며, 품위는 아연이 5.59~5.23%, 연이 0.47~0.36% 의 범위에 있다.

### 석개재단면
석개재 단면에 약 120 m 두께로 드러난 묘봉층은 암회색 이암, (괴상) 사암 등으로 구성되어 있다. 이 단면에서 묘봉층 하한은 암회색 이암의 첫 출현이며 상한은 풍촌 석회암층의 온코이드 입자암(oncoidal grainstone) 직하부이다.

### 상동광산
상동광산 지역의 묘봉층은 주로 초콜릿색, 회흑색, 회갈색의 점판암으로 구성되며 상하부에 1~2매의 두께 1~3 m, 연장 7~8 m의 렌즈상 석회암이 협재된다. 상동광산 지역에서 묘봉층의 두께는 145 m이다. 상동광산의 광화대는 묘봉층 하부와 상부, 풍촌 석회암층 내, 세송층 하부 4개 구간에 발달한다. 이들은 대체로 모암의 층리면에 거의 평행한 전단대를 따라 발달하며 자류철광(磁硫鐵鑛), 자비철광(磁砒鐵鑛), 섬아연광, 방연광, 황철광, 황동광, 흑중석 등이 있다. 모암은 주로 규암, 묘봉층의 점판암, 풍촌 석회암층의 석회암, 세송층의 셰일 등이며 이들은 규화(珪化)되어 있다. 상동광산의 텅스텐 광화대는 묘봉층 내의 몇 개의 판상으로 분포한다. 심부 화강암의 관입 당시, 묘봉층 내 수 개조의 석회암과 풍촌 석회암층의 경계부에 위치하는 석회암이 열수에 의하여 스카른형 광상을 형성한 것으로 해석된다.

### 울진군
죽변 지질도폭(1993)에 의하면 경상북도 울진군 북면 주인리 지역에 풍촌 석회암층과 같이 소규모 분포하며 대부분 암회색, 녹회색, 흑회색을 띤 점판암으로 구성되었고 상부의 풍촌 석회암층과 접하는 부분에서는 얇은 석회암층이 협재한다. 또한 고수동-풍운동 간 능선에는 본 층 중부에서 폭 20~30 m의 회색 내지 담회색 괴상 치밀 석회암층이 협재되며 이는 타 지역과는 다른 특이한 사실이다. 울진광산에서의 본 층은 지표에서의 분포는 적으나 하부 중앙갱 횡단(cross-cut)갱도에서 넓게 발달하며 대부분 치밀 견고한 혼펠스로 변질되어 있으며 협재된 석회암은 스카른(skarn)화 되어 있다. 본 층은 중생대 백운모 화강암에 의해 관입 당했으며 지층의 주향과 경사는 울진광산에서는 동-서~북동 20°및 북서 70~90°이며 절골 부근에서는 북서 30~50°및 북동 40°이다. 울진광산 부근에서는 남-북 주향을 가지는 6개의 계단 단층으로 동쪽이 떨어져 동-서 방향으로 길게 분포한다.

### 영월군및단양군
옥동 지질도폭(1966)에 의하면 암회색, 녹회색 등의 점판암으로 구성되며 상부에 약 20 m 두께의 백색 석회암층을 협재한다. 이 석회암은 상위의 풍촌 석회암층과의 경계에서 약 20 m 밑에 있다. 본 층은 상위의 풍촌 석회암층과 호층(互層)을 이루며 풍촌 석회암층으로 점이한다. 지층의 두께는 200 m 정도이다.
단양 지질도폭(1967)에 의하면 장산 규암층 위에 정합으로 놓이는 셰일층으로 장산 규암층과 달리 풍화에 약한 셰일과 점판암으로 구성되어 저지대를 이루어 노두가 잘 나타나지 않는다. 녹회색 셰일, 점판암, 암회색 셰일 등으로 구성되고 사질 셰일과 천매암 등이 수반되며 층리의 발달이 특히 현저하다. 특히 천매암류는 죽령 단층 이남 지역에서 현저하게 발달하는데 이는 화강암류의 관입에 의한 셰일의 변성 작용에 기인한 것으로 보인다. 지층의 두께는 지역에 따라 다소 다르나 대체로 60~100 m로 측정된다. 북동 40~50°의 주향과 북서 60~70°의 경사를 가진다.

## 같이 보기
- 한국의 지질
- 태백시의 지질
- 정선군의 지질
- 평창군의 지질
- 영월군의 지질
- 단양군의 지질
- 조선 누층군
- 상동광산
- 장산 규암층
- 면산층
- 풍촌 석회암층